# Amt Horstmar (Kreis Steinfurt)
Das Amt Horstmar war ein Amt im alten Kreis Steinfurt in Nordrhein-Westfalen. Im Rahmen der Gebietsreform in Nordrhein-Westfalen wurde das Amt zum 1. Juli 1969 aufgelöst.

## Geschichte
Im Rahmen der Einführung der Landgemeindeordnung für die Provinz Westfalen wurde 1844 im Kreis Steinfurt die Bürgermeisterei Horstmar in das Amt Horstmar überführt. Dem Amt gehörten die Stadt Horstmar sowie die Gemeinden Kirchspiel Horstmar (auch Landgemeinde Horstmar genannt) und Leer an.
Am 1. April 1938 wurde die Gemeinde Kirchspiel Horstmar in die Stadt Horstmar eingegliedert.
Das Amt Horstmar wurde zum 1. Juli 1969 durch das Gesetz zur Neugliederung von Gemeinden des Landkreises Steinfurt aufgelöst. Horstmar und Leer wurden zu einer neuen Stadt Horstmar zusammengeschlossen, die auch Rechtsnachfolgerin des Amtes ist.

## Einwohnerentwicklung
| Jahr | Einwohner | Quelle |
| ---- | --------- | ------ |
| 1858 | 2987      | [ 3 ]  |
| 1871 | 2820      | [ 4 ]  |
| 1885 | 2666      | [ 5 ]  |
| 1910 | 2977      | [ 6 ]  |
| 1939 | 3539      | [ 7 ]  |
| 1950 | 4838      | [ 8 ]  |
| 1969 | 5669      | [ 8 ]  |